# Akkadská říše
Akkadská říše (akkadsky 𒆳𒌵𒆠, māt Akkadi) je název starověkého státního útvaru, který existoval zhruba v letech 2334–2154 př. n. l. a zahrnoval prakticky celou Mezopotámii (dnes Irák) a část Sýrie. Jednalo se o první rozlehlou říši v této oblasti (do té doby charakterizovanou městskými státy) a zároveň první významnou politickou jednotku, jejímž nositelem byla semitská, nikoli sumerská složka populace. Název sám je odvozen od pojmenovaní města Akkadu, založeného kolem roku 2330 př. n. l.
Tvůrcem akkadské říše byl Sargon Akkadský, jenž byl původně správcem v Kiši a k moci se dostal za nejasných okolností. Během své vlády dobyl postupně Uruk, Ur, Ummu, Lagaš a Eninmar, na západě část Sýrie (města Mari a Ebla), na jihovýchodě Elam a na východě kraje až k pohoří Zagros. Tím byla Mezopotámie poprvé v historii sjednocena pod vládou jediného rodu a odstraněn dosavadní partikularismus sumerských městských států. Na akkadském trůně se v průběhu doby vystřídalo celkem dvanáct králů, z nichž nejvýznamnějším byl kromě Sargona Narám-Sín (2254–2218 př. n. l.). Poslední léta vlády akkadské dynastie byla vyplněna boji mezi jednotlivými uchazeči o moc, což umožnilo Gutejcům ovládnout větší část říše.

## Historie

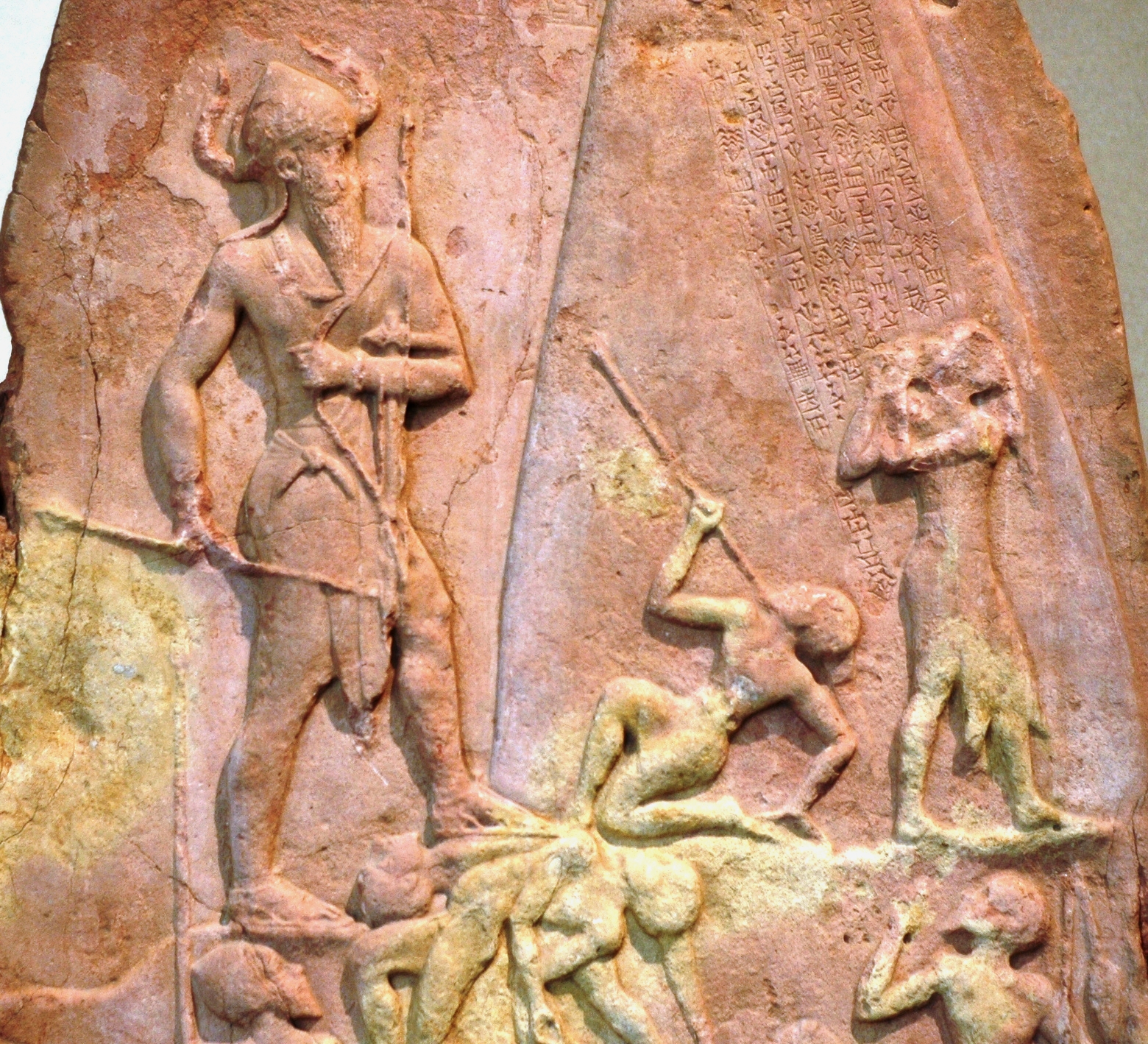
Stéla akkadského krále Narám-Sína, oslavující jeho vítězství nad Luluby ze Zagrosu.

Akkadskou říši vytvořil panovník Sargon Akkadský („Šarrukén – sargon“ = „pravý král“) (cca 2340/2284 př. n. l.), původně úředník v Kiši.
Poprvé v dějinách máme doloženo dobytí kulturní oblasti barbary, v tomto případě Akkaďany, a jejich kulturní asimilaci podmaněným prostředním, v tomto případě Sumerem (Sumer).
Sargon přijal titul „pán čtyř dílů světa“, aby vyjádřil svůj nárok na světovládu a byl zbožštěn. Akkadská říše byla prvním centralisovaným mesopotamským státem a první mnohonárodnostní říší v dějinách. Severně od Sumeru založil Sargon nové hlavní město Akkad, které se dosud nepodařilo objevit. Jeho pozůstatky leží snad blízko Babylonu.
Z počátku nesl Sargon zahraniční politiku ve znamení sjednocování dosud samostatných států. Sjednocena tak byla celá Mesopotamie včetně Sumeru a Elamu, možná Sargon připojil i Dilmun, kam vedl první doloženou vojenskou námořní výpravu v dějinách, a část pozdějšího Íránu.
Ve třech bitvách porazil Sargon svého největšího soupeře ummsko-uruckého krále Lugalzageziho. Proti pohyblivé pouštní taktice akkadské armády, vyzbrojené oštěpy a luky, neměly těžkopádné sumerské jednotky v šicích s oštěpy a velkými štíty šanci.
Sargonův vnuk Narám-Sín (= akkadský bůh, cca 2260/2223) vybudoval v severní Mezopotámii pevnosti Tell Brak a Ninive, které podle tradice ovšem založil Aššur (nebo Ninus nebo Gudea). Narám-Sínova vláda znamenala vrchol moci Akkadu. Dobyta byla severní Sýrie, Kypr a východní Malá Asie. Koncem Narám-Sínovy vlády vypukaly už vzpoury.
Kolem roku 2140 př. n. l. se v Akkadské říši dostávají k moci Gutejci. Po jejich porážce Utu-hengalem z Uruku se celý region dostal na dalších asi 100 let pod vliv III. urské dynastie.

## Kultura

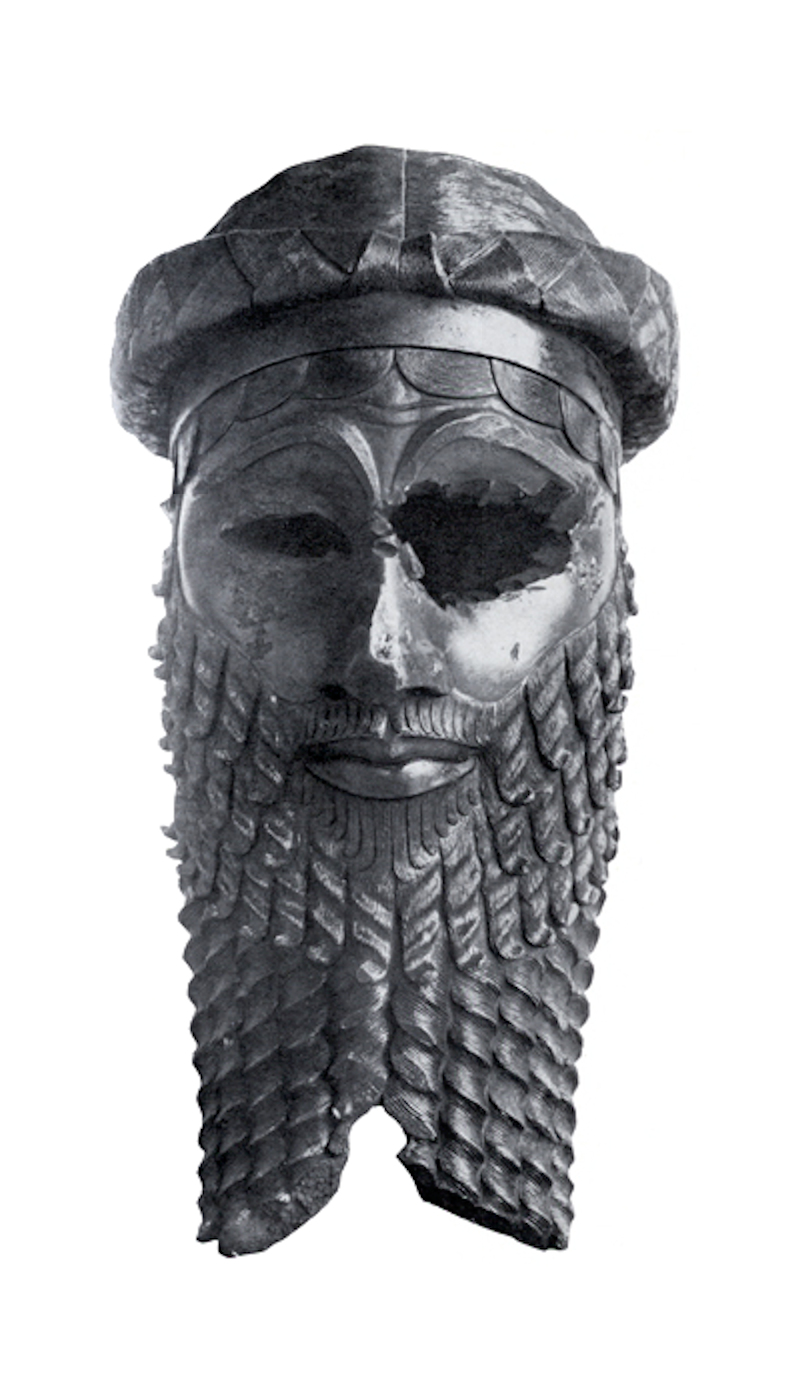
Bronzová hlava akkadského krále, irácké národní muzeum

### Jazyk
Během 3. tisíciletí před naším letopočtem vznikla velmi důvěrná symbióza mezi Sumery a Akkaďany, což zahrnovalo také velmi rozšířený bilingualismus. Vliv sumerské kultury na akkadskou (stejně tak akkadské na sumerskou) je velmi znatelný v mnoha oblastech, od velmi rozšířeného propůjčování slov mezi oběma jazyky k morfologickému, syntaktickému i fonologickému sblížení obou jazyků. To pozvolna vyústilo někdy na pomezí 3. a 2. tisíciletí k úplnému nahrazení sumerštiny jako mluveného jazyka akkadštinou. Sumerština se však dále používala jakožto svatý, obřadní a vědecký jazyk v Mezopotámii až do 1. století našeho letopočtu.